# José Ángel Biel Rivera
José Ángel Biel Rivera, polític aragonès. Nasqué a Terol l'1 de maig de 1946. Está casat i té una filla.
És president del Partido Aragonés (PAR) des de juny de 2000 i vicepresident del Govern d'Aragó, on també dirigeix el departament de Presidència i Relacions Institucionals. Així mateix és President del Comitè Intercomarcal del Partit Aragonès a Terol. José Ángel Biel ha estat conseller de quatre governs, dos d'ells presidits pels seus companys de partit, Hipólito Gómez de la Roces i Emilio Eiroa.
Va ser diputat al Congrés per Unió de Centre Democràtic entre 1977 i 1979 i senador per Terol, dintre de UCD, de 1979 a 1982. De 1978 a 1982 va acomplir la Secretaria General de la Diputació General d'Aragó, de la qual va ser nomenat Conseller de Presidència en 1983, i Vicepresident de l'Assemblea Provisional en 1982. A l'abril de 1983 es va afiliar al PAR i va ser Diputat per la seva província en la I Legislatura de les Corts d'Aragó, així com vicepresident de la Comissió Mixta de Transferències. Advocat de professió, les seves aficions són la música, la literatura, la cuina i el bricolatge.